# Los vencedores: Platinum Edition
Los Vencedores: Platinum Edition es el segundo álbum recopilatorio de Funky, y el noveno de sus producciones, donde participan Triple Seven, Dr. P, Sammy, Quest, quienes pertenecían al sello Funkytown Music en 2004, entre otros artistas invitados como Manny Montes, Alex Zurdo y Rey Pirin. Este álbum recopila canciones de Los vencedores y Vida nueva.

## Lista de canciones
| N.º | Título | Productor(es)                     | Duración |  |
| 1.  | «Intro» (Los Vencedores)                                                                                              | DJ Blass, Funky                   | 2:13     |  |
| 2.  | «Lo que traigo es flow» (Funky)                                                                                       | DJ Blass, Funky                   | 3:29     |  |
| 3.  | «Ya es hora» (Rey Pirin)                                                                                              | DJ Blass                          | 2:42     |  |
| 4.  | «Se están matando» (Dr. P con Sammy)                                                                                  | DJ Blass                          | 3:33     |  |
| 5.  | «Dale gloria» (Triple Seven)                                                                                          | DJ Blass                          | 2:30     |  |
| 6.  | «Así es que es» (Manny Montes)                                                                                        | DJ Blass                          | 3:20     |  |
| 7.  | «Tu fuego me quema» (Sammy)                                                                                           | DJ Blass, DJ Alex, Quest          | 2:48     |  |
| 8.  | «Buscando de Él» (Quest)                                                                                              | DJ Blass, Quest                   | 3:31     |  |
| 9.  | «Míralo y acéptalo» (Iván & AB)                                                                                       | Myztiko                           | 3:07     |  |
| 10. | «Skit 1» (MC Copia & Funky)                                                                                           |                                   | 3:07     |  |
| 11. | «Ama a Cristo» | DJ Blass                          | 2:11     |  |
| 12. | «El guerrero» (Harold)                                                                                                | DJ Blass, Funky                   | 2:50     |  |
| 13. | «Los Vencedores [Versión del vídeo]» (Funky con Gran Manuel, Dr. P, Triple Seven, Rey Pirin, DJ Blass y Manny Montes) | DJ Blass, Funky                   | 4:13     |  |
| 14. | «Más que vencedor» (Sammy con Funky)                                                                                  | DJ Blass, Mario Brothers, DJ Alex | 3:34     |  |
| 15. | «Skit 2» (MC Copia, Funky & Sammy)                                                                                    |                                   | 2:27     |  |
| 16. | «Súbelo» (Funky con Sammy)                                                                                            | DJ Pablo, Funky                   | 3:29     |  |
| 17. | «Loco» (Alex Zurdo)                                                                                                   | DJ Pablo, Funky                   | 3:07     |  |
| 18. | «Esto sí es vida» (Triple Seven)                                                                                      | DJ Pablo, Funky                   | 2:54     |  |
| 19. | «Ahora es que te conocí» (Quest)                                                                                      | DJ Pablo, Funky                   | 2:56     |  |
| 20. | «Hasta que te conocí» (Sammy)                                                                                         | DJ Pablo, Funky                   | 3:13     |  |
| 21. | «Nacimos de nuevo» (Dr. P)                                                                                            | DJ Pablo, Funky                   | 2:21     |  |
| 22. | «Señor Jesús» (Mr. Chévere)                                                                                           | DJ Pablo, Funky                   | 2:47     |  |